# Tour de Romandía 1999
La 53.ª edición del Tour de Romandía se disputó del 4 de mayo al 9 de mayo de 1999 con un recorrido de 763,7 km dividido en un prólogo inicial y 6 etapas, con inicio en Bernex, y final en Ginebra.
El vencedor fue el francés Laurent Jalabert, cubriendo la prueba a una velocidad media de 39,3 km/h.

## Etapas[1]
| Etapa   | Recorrido                     | Km    | Ganador           |
| Prólogo | Bernex                        | 4,9   | Laurent Jalabert  |
| 1.ª     | Ginebra-Fleurier              | 165,4 | Giuliano Figueras |
| 2.ª     | Fleurier-Moléson sur Gruyères | 171,3 | Laurent Jalabert  |
| 3.ªa    | Moudon                        | 66,6  | Jeroen Blijlevens |
| 3.ªb    | Moudon                        | 18,5  | Laurent Jalabert  |
| 4.ª     | Moudon-Veysonnaz              | 156,8 | Óscar Sevilla     |
| 5.ª     | Sion-Ginebra                  | 180,2 | Mario Cipollini   |

## Clasificaciones
Así quedaron los diez primeros de la clasificación general de la segunda edición del Tour de Romandía
| \| 1. \| Laurent Jalabert \| Francia \| 19h 23'31" \| \| \| 2. \| Beat Zberg \| Suiza \| + 44" \| \| \| 3. \| Wladimir Belli \| Italia \| + 1'09" \| \| \| 4. \| Paolo Savoldelli \| Italia \| + 1'20" \| \| \| 5. \| Oscar Camenzind \| Suiza \| + 1'50" \| \| \| 6. \| Andrea Noe \| Italia \| + 2'09" \| \| \| 7. \| Óscar Sevilla \| España \| + 2'11" \| \| \| 8. \| Leonardo Piepoli \| Italia \| + 2'44" \| \| \| 9. \| Marcus Zberg \| Suiza \| + 3'48" \| \| \| 10. \| Gabriele Missaglia \| Italia \| + 4'03" \| \| |                    |         |            |  |
| 1. | Laurent Jalabert   | Francia | 19h 23'31" |  |
| 2. | Beat Zberg         | Suiza   | + 44"      |  |
| 3. | Wladimir Belli     | Italia  | + 1'09"    |  |
| 4. | Paolo Savoldelli   | Italia  | + 1'20"    |  |
| 5. | Oscar Camenzind    | Suiza   | + 1'50"    |  |
| 6. | Andrea Noe         | Italia  | + 2'09"    |  |
| 7. | Óscar Sevilla      | España  | + 2'11"    |  |
| 8. | Leonardo Piepoli   | Italia  | + 2'44"    |  |
| 9. | Marcus Zberg       | Suiza   | + 3'48"    |  |
| 10. | Gabriele Missaglia | Italia  | + 4'03"    |  |

| \| 1. \| Laurent Jalabert \| Francia \| ?puntos \| |                  |         |         |
| 1.                                                 | Laurent Jalabert | Francia | ?puntos |

| \| 1. \| José Jaime González \| Colombia \| ?puntos \| |                     |          |         |
| 1.                                                     | José Jaime González | Colombia | ?puntos |